# Nahnebahwequay
Nahnebahwequay, ou Nahnebahwequa ( Naaniibawikwe dans l'orthographe Fiero, qui signifie « femme debout »), baptisée Catherine Bunch, est une porte-parole ojibwée et une missionnaire chrétienne.

## Biographie
Née au début de l'automne 1824 à Credit River au Haut-Canada, maintenant appelée Port Credit en Ontario, Nahnebahwequa  était la fille de Bunch Sunego et de Mary Polly Crane. Son grand-père paternel était Osunego ( Asanagoo, "Écureuil noir"), un chef  Mississauga du doodem de l'aigle. et son grand-père maternel était Otesoo, un chef de guerre du clan de la loutre qui a combattu pour les britanniques lors guerre d'indépendance américaine. Elle a été baptisée Catherine Bunch par le Rév. Thomas Madden en 1825, mais prit plus tard le nom de Catherine Brown, d'après un vénéré chrétien cherokee converti. Catherine a été officieusement adoptée par son oncle, le révérend. Peter Jones et son épouse anglaise, Elizabeth Field (en) avec qui elle a vécu à la mission de Credit d'environ 1837 jusqu'à son mariage en 1839.
En janvier 1839, elle épouse William Sutton, un anglais ayant immigré au Canada dans les années 1830. En plus d'élever sa famille, elle anime la classe méthodiste. En 1846, la bande de Newash, se vit offrir des terres à Owen Sound, mais la des plupart familles préférèrent rester à la rivière Credit. Les Sutton, quant à eux, acceptèrent l'offre et se vit offrir 200 acres (81 ha) de terre par la bande. De 1852 à 1854, ils vécurent à la réserve de la rivière Garden,près de Sault-Sainte-Marie où in fondèrent une ferme modèle au profit des Indiens. Entre 1854 et 1857, le couple se rendit au Michigan, pour améliorer une mission méthodiste.
De retour à Owen Sound en 1857, ils constatèrent que le gouvernent avait loti leurs terres qu'on leur avait offert et les mis en vente. La couronne avait fait cédé la péninsule Bruce par traité et refusa de reconnaitre les titres de propriété des Sutton. Le surintendant des Affaires indiennes, Richard Theodore Pennefather, affirma que: « les chefs, n’étant pas nantis du pouvoir de céder à des particuliers les terres qui appartenaient à la tribu, ne pouvaient octroyer des titres et que, par conséquent, la concession faite par écrit [aux Sutton] était nulle et non avenue ». 
Lors de la mise au enchère de ses terres en septembre 1857, elle se vit refuser la possibilité de racheter ses terres sous le prétexte que les Indiens pouvaient racheter les terres qu’ils avaient cédées. Kezhegowinninne et Abner Elliott, se virent aussi tous deux refuser d'acheter les terres qu'ils avaient pourtant défriché. En 1858, il présentèrent tous trois une pétition à l'assemblée législative de la province du Canada pour obtenir les titres de leurs terres ou une compensation équitable pour la perte de celle-ci. Le gouvernement colonial ne voulant pas agir, Nahnebahwequa décida en 1859 de se rendre en Angleterre pour s'entretenir directement avec le ministre des Colonies.
Un groupe de Quaker de New York lui paya son passage en Angleterre. Rendu là-bas, elle rencontra Robert Alsop ainsi que sa femme et leur ami John Bright qui lui permit de rencontrer Henry Pelham-Clinton, le ministre des Colonies, et même la reine Victoria. Son action directe lui permit de racheter ses terres, droit qui fut refusé aux autres Indiens.
De retour au Canada, elle continua de militer pour les droits des tribus indigènes contre les Européens. En 1861, elle qualifia de « vol de grand chemin et de trahison » la tentative du gouvernement d'acheter l'Île Manitoulin, qui avait pourtant été cédé à perpétuité au autochtones en 1836. À partir de 1863, sa santé est devenue chancelante et elle est morte en 1865. Son mari, qui lui a survécu, continua de remplir son rôle de prédicateur laïque méthodiste jusqu'à sa mort.

## Distinction
Le 28 avril 2021, elle a été reconnue comme personnage historique national par la Commission des lieux et monuments historiques du Canada.